# Mathematische Gesellschaft der Deutschen Demokratischen Republik
Die Mathematische Gesellschaft der Deutschen Demokratischen Republik (MGDDR) war eine Vereinigung von Mathematikern und Mathematiklehrern in der DDR.

## Geschichte
Die Mathematiker der DDR waren bis zum Bau der Berliner Mauer 1961 in der Deutschen Mathematiker-Vereinigung (DMV) organisiert. Danach war eine wissenschaftliche und organisatorische Zusammenarbeit erschwert und die DDR-Mitglieder der DMV wurden von ihren jeweiligen Dienststellen zum Austritt aus der DMV genötigt. 
Am 8. Juni 1962 wurde in Berlin die Mathematische Gesellschaft der Deutschen Demokratischen Republik gegründet, erster Vorsitzender war Kurt Schröder. Mitglieder konnten sowohl wissenschaftlich tätige Mathematiker als auch Industriemathematiker und Mathematiklehrer werden. Das erste Statut wurde am 28. August 1963 auf der 1. Mitgliederversammlung in Weimar beschlossen. Organisatorisch geführt wurde der Arbeit der MGDDR durch ein Sekretariat mit drei hauptamtlichen Angestellten. Organisationseinheiten der Gesellschaft waren Bezirks- und Fachsektionen bzw. Interessengemeinschaften. Deren Aufgaben bestanden in der Organisation und Durchführung von Weiterbildungen und Fachtagungen, der Einflussnahme auf die entsprechenden Fachzeitschriften und der Verbindung zu anderen gesellschaftlichen Organisationen der DDR wie zur Urania – Gesellschaft zur Verbreitung wissenschaftlicher Kenntnisse und zum Kulturbund der DDR.
Die Gesellschaft wählte alle zwei Jahre einen Vorstand. 1981 wurde ein erweitertes Statut beschlossen. Im Jahr 1989 hatte die MGDDR etwa 1300 Mitglieder.
Nach der Wende in der DDR konstituierte sich die MGDDR im Mai 1990 als Verein. Im September 1990 fanden in Bremen eine Hauptversammlung der DMV unter dem Vorsitz von Friedrich Hirzebruch und in Dresden eine Hauptversammlung der MGDDR unter dem Vorsitz von Rolf Klötzler statt. Im Ergebnis der Beschlüsse dieser Hauptversammlungen wurden die beiden Organisationen zur DMV vereinigt; die Mitglieder der MGDDR traten zum großen Teil der DMV bei. Einige Strukturen und Vorstellungen der MGDDR gingen in die Satzung der DMV ein, so die Möglichkeit der Mitgliedschaft von Mathematiklehrern und Industriemathematikern, die Themen einiger Sektionen und die Gestaltung der Mitteilungshefte. Die Akten der MGDDR wurden von Rolf Klötzler an die DMV übergeben und im Universitätsarchiv Freiburg i. Br. aufbewahrt.

## Mitteilungen der Mathematischen Gesellschaft der DDR
Die MGDDR gab ab 1966 die Mitteilungen der Mathematischen Gesellschaft der DDR im Eigenverlag heraus, von 1968 bis 1990 erschienen vier Ausgaben pro Jahr. Die Arbeit an den Mitteilungen wurde von einer Redaktionskommission aus etwa fünf Mitarbeitern geleitet, die vom Vorstand berufen wurde. Die Mitteilungen veröffentlichten Berichte über die Zusammenkünfte der Gesellschaft, Tagungsvorträge und Forschungsergebnisse, mathematikhistorische Beiträge und Rezensionen.

## Tagungen
Die MGDDR führte anfangs jährlich Mitgliederversammlungen bzw. Jahrestagungen und später in größeren Abständen Haupttagungen und Mathematiker-Kongresse durch.
Mitgliederversammlung
- 1. 26.–28. August 1963 in Weimar

Wissenschaftliche Jahrestagungen
- 2. 8.–11. September 1964 in Karl-Marx-Stadt
- 3. 7.–11. Februar 1966 in Leipzig
- 4. 13.–18. Februar 1967 in Berlin
- 5. 12.–17. Februar 1968 in Rostock
- 6. 9.–16. Februar 1969 in Magdeburg
- 7. 9.–14. Februar 1970 in Berlin

Wissenschaftliche Haupttagungen
- 1. 27. August–2. September 1972 in Dresden
- 2. 13.–18. Mai 1974 in Halle
- 3. 28. Juni–2. Juli 1976 in Karl-Marx-Stadt
- 4. 2.–4. Juni 1978 in Berlin

Mathematiker-Kongresse der DDR
- 1. 28. September–2. Oktober 1981 in Leipzig
- 2. 10.–14. Februar 1986 in Rostock
- 3. 10.–14. September 1990 in Dresden

## Vorsitzende
- 1962–1972: Kurt Schröder[2][3]
- 1972–1974: Horst Sachs[4]
- 1974–1981: Wolfgang Engel[5]
- 1981–1990: Rolf Klötzler[1]